# Filipin

Filipin

Filipin ist eine Mischung von vier verschiedenen fluoreszenten Molekülen aus der Gruppe der Polyen-Makrolide, welche an Cholesterol binden können und eine fungizide Wirkung aufweisen.

## Eigenschaften
Filipin wurde erstmals 1955 von Chemikern bei Upjohn aus dem Mycel und Zellkulturüberständen von Streptomyces filipinensis isoliert. Der Actinomycet Streptomyces filipinensis entstammte einer philippinischen Bodenprobe, woher sich die Bezeichnung ableitet. Der Filipin-Komplex ist eine Mischung aus mindestens vier Molekülen: Filipin I (4 %), II (25 %), III (53 %) und IV (18 %).
Die fungizide Wirkung von Filipin erfolgt vermutlich durch eine Destabilisierung der Zellmembran und in Folge durch eine Perforation der Zelle. Aufgrund der Bindung an Cholesterol und der Fluoreszenz wird Filipin in der Biochemie als Fluoreszenzfarbstoff zur Färbung von Lipid Rafts verwendet, zur Diagnose des Typs C der Niemann-Pick-Krankheit, und in Konzentrationen von etwa 3 µg/mL wird es zur Hemmung der Endozytose über Caveolae verwendet.